# Christian Noël
Christian Noël (Agen, 13 marzo 1945) è un ex schermidore francese, vincitore di una medaglia d'oro ed quattro di bronzo nella scherma ai giochi olimpici e vincitore di una Coppa del Mondo di scherma.